# Lothar Blatt
Lothar Blatt (* 7. September 1948 in Völklingen) ist ein deutscher Jurist und Politiker.

## Leben
Nach seinem Abitur 1967 begann Blatt die Offizierslaufbahn in der Bundesmarine (letzter Dienstgrad: Kapitänleutnant der Reserve). Er studierte Jura und Volkswirtschaftslehre an der Christian-Albrechts-Universität Kiel, wo er 1978 promoviert wurde. Während seines Studiums wurde er Mitglied der Alten Königsberger Burschenschaft Alemannia in Kiel. Nach dem 2. juristischen Staatsexamen studierte er von 1979 bis 1980 an der École nationale d’administration in Paris.
Anschließend arbeitete Lothar Blatt u. a. im Bundeswirtschaftsministerium und in der Ständigen Vertretung der Bundesrepublik Deutschland in der DDR. Von 1987 bis 1993 war Blatt Landrat im Kreis Nordfriesland. 1991 gründete er in Husum die Arbeitsgemeinschaft Peripherer Regionen Deutschlands (APER), deren Bundesvorstand bzw. Geschäftsführender Vorstand er bis 2009 war. In der APER hatten sich 33 Landkreise und kreisfreie Städte in deutschen Randregionen zusammengeschlossen. Ihr Ziel war die angemessene Berücksichtigung die Belange dieser Regionen bei allen sie betreffenden politischen Entscheidungen. Als Vorstand und EU-Beauftragter des Deutschen Verbandes für Wohnungswesen, Städtebau und Raumordnung gründete Blatt 1996 das Deutsch-Österreichische URBAN-Netzwerk, dessen Leiter er bis 2016 war. Ziel des Netzwerkes ist die Erarbeitung und Umsetzung von Maßnahmen der integrierten Stadtentwicklung zur wirtschaftlichen und sozialen Revitalisierung krisenbetroffener Stadtteile.
Des Weiteren wirkte er als freiberuflicher Berater für Förderprogramme der EU in Brüssel und leitete dort von 2002 bis 2015 die Vertretung des deutschen Sparkassen- und Giroverbandes.

## Veröffentlichungen
- Die Tätigkeiten der Organisation der Amerikanischen Staaten (OAS) in den Jahren 1977 und 1978. In: German Yearbook of International Law. Band 22. Duncker & Humblot, Berlin 1979.
- Die rechtliche Behandlung der dänischen Minderheit in Schleswig-Holstein. Matthiesen Verlag, Husum 1980.
- mit Gisela von Raczeck: Wirtschaftsstandort Innenstadt und „Grüne Wiese“. Europäische Fakten und Erfahrungen. Hrsg.: Deutscher Verband für Wohnungswesen, Städtebau und Raumordnung. 1998.